# Green River (Utah)
Green River is een plaats (city) in de Amerikaanse staat Utah, en valt bestuurlijk gezien onder Emery County en Grand County.

## Demografie
Bij de volkstelling in 2000 werd het aantal inwoners vastgesteld op 973.
In 2006 is het aantal inwoners door het United States Census Bureau geschat op 949, een daling van 24 (-2.5%).

## Geografie
Volgens het United States Census Bureau beslaat de plaats een oppervlakte van
32,7 km², waarvan 32,4 km² land en 0,3 km² water. Green River ligt op ongeveer 1241 m boven zeeniveau.

## Plaatsen in de nabije omgeving
De onderstaande figuur toont nabijgelegen plaatsen in een straal van 72 km rond Green River.